# Ecuador Open Quito
Az Ecuador Open Quito minden év február elején megrendezett tenisztorna férfiak számára Quitóban.
Az ATP 250 Series tornák közé tartozik, összdíjazása 561 345 $. A versenyen 28 versenyző vehet részt.
A mérkőzéseket salak borítású pályákon játsszák, 2015 óta.
A verseny 2015-ben került be az ATP versenynaptárába, ez az első ATP World Tour verseny Ecuadorban.

## Győztesek

### Egyéni
| Év   | Győztes                 | Ellenfél a döntőben  | Eredmény a döntőben |
| ---- | ----------------------- | -------------------- | ------------------- |
| 2018 | Roberto Carballés Baena | Albert Ramos-Viñolas | 6-3, 4-6, 6-4       |
| 2017 | Victor Estrella Burgos  | Paolo Lorenzi        | 6-7(2), 7-5, 7-6(6) |
| 2016 | Victor Estrella Burgos  | Thomaz Bellucci      | 4-6, 7-6(5), 6-2    |
| 2015 | Victor Estrella Burgos  | Feliciano López      | 6-2, 6-7(5), 7-6(5) |

### Páros
| Év   | Győztesek                               | Ellenfelek a döntőben               | Eredmény a döntőben   |
| ---- | --------------------------------------- | ----------------------------------- | --------------------- |
| 2018 | Nicolas Jarry / Hans Podlipnik-Castillo | Austin Krajicek / Jackson Withrow   | 7-6(6), 6-3           |
| 2017 | Jamie Cerretani / Philipp Oswald        | Julio Peralta / Horacio Zeballos    | 6-3, 2-1-nél feladták |
| 2016 | Pablo Carreño Busta / Guillermo Duran   | Thomaz Bellucci / Marcelo Demoliner | 7-5, 6-4              |
| 2015 | Gero Kretschmer / Alexander Satschko    | Victor Estrella Burgos / Joao Souza | 7-5, 7-6(3)           |

## Külső hivatkozások
- Hivatalos oldal Archiválva 2015. június 23-i dátummal a Wayback Machine-ben